# Kadłubska Wola
Kadłubska Wola – wieś w Polsce położona w województwie mazowieckim, w powiecie białobrzeskim, w gminie Radzanów.
Prywatna wieś szlachecka Wola Kadłubska, położona była w drugiej połowie XVI wieku w powiecie radomskim województwa sandomierskiego. W latach 1975–1998 miejscowość administracyjnie należała do województwa radomskiego.
Wierni Kościoła rzymskokatolickiego należą do parafii Narodzenia Najświętszej Maryi Panny w Starej Błotnicy. 